# Bokan
Bokan [bókan] (srbsko Бокан, latinizirano: Bokan) je priimek več osebnosti. Iz priimka je privzeto ime naselja Bokanjac.

## Znane nosilke in nosilci priimka
- Štefan Bokan, pisatelj

## Znane tuje nosilke in nosilci priimka
- Beau Bokan (* 1981), ameriški glasbenik, pevec (Wikipodatki)
- Dragan Bokan, črnogorski poslovneš, športni funkcionar (Wikipodatki)
- Dragoslav Bokan (* 1961), srbski filmski režiser, književnik, kolumnist, publicist, politik, vojni poveljnik, novinar, urednik (Wikipodatki)
- Neda Bokan (* 1947), srbska matematičarka
- Nikola Bokan (1918 – 1944), partizan, narodni heroj Jugoslavije (5. julij 1951) (Wikipodatki)
- Tatjana Bokan
  - Tatjana Bokan, srbska gledališka, televizijska, filmska igralka (Wikipodatki)
  - Tatjana Bokan (* 1988), črnogorska odbojkarica (Wikipodatki)